# Route 91 Harvest
Le Route 91 Harvest est un festival de musique country organisé chaque année à Paradise, une ville jouxtant Las Vegas.

## Caractéristiques
Il se tient à Las Vegas Village, une zone découverte de 6,1 ha situé le long du Las Vegas Boulevard (en) (dont le Las Vegas Strip est une portion), anciennement Route 91, directement en face de l'hôtel-casino Luxor Las Vegas et en diagonale de celui du Mandalay Bay. Le promoteur de ce festival est la société Live Nation Entertainment.

## Histoire
Dans la soirée du 1er octobre 2017, au troisième et dernier jour du festival, un tireur isolé tire à l'arme automatique sur le public depuis le 32e étage du Mandalay Bay Resort and Casino, pendant le concert de Jason Aldean. Il tue au moins 58 personnes et 500 autres sont blessées par balles ou en tentant de fuir, en faisant la plus importante tuerie de masse aux États-Unis de ces dernières décennies.